# Asienspiele 2018/Reiten
Die Reitwettbewerbe bei den  Asienspielen 2018 wurden im Jakarta International Equestrian Park, Jakarta, Indonesien, vom 20. bis zum 30. August 2018 durchgeführt.

## Zeitplan
| Q | Qualifikation | F | Finale |

| Wettbewerb↓/Date →    | Mo 20. | Di 21. | Mi 22. | Do 23. | Fr 24. | Sa 25. | So 26. | Mo 27. | Di 28. | Mi 29. | Do 30. | Do 30. |
| --------------------- | ------ | ------ | ------ | ------ | ------ | ------ | ------ | ------ | ------ | ------ | ------ | ------ |
| Dressur Einzel        | Q      | Q      |        | F      |        |        |        |        |        |        |        |        |
| Dressur Equipe        | F      |        |        |        |        |        |        |        |        |        |        |        |
| Vielseitigkeit Einzel |        |        |        |        | Q      | Q      | F      |        |        |        |        |        |
| Vielseitigkeit Equipe |        |        |        | Q      | Q      | F      |        |        |        |        |        |        |
| Springen Einzel       |        |        |        |        |        |        |        | Q      |        |        | F      |        |
| Springen Equipe       |        |        |        |        |        |        |        | Q      | F      |        |        |        |

## Medaillenspiegel
| Platz  | Land                | Gold | Silber | Bronze | Gesamt |
| ------ | ------------------- | ---- | ------ | ------ | ------ |
| 1      | Japan               | 3    | 1      | —      | 4      |
| 2      | Saudi-Arabien       | 1    | —      | 1      | 2      |
| 3      | Hongkong            | 1    | —      | —      | 1      |
| 3      | Kuwait              | 1    | —      | —      | 1      |
| 5      | Indien              | —    | 2      | —      | 2      |
| 6      | Südkorea            | —    | 1      | 1      | 1      |
| 6      | Katar               | —    | 1      | 1      | 2      |
| 8      | Malaysia            | —    | 1      | —      | 1      |
| 9      | Thailand            | —    | —      | 2      | 2      |
| 10     | Volksrepublik China | —    | —      | 1      | 2      |
| Gesamt | Gesamt              | 6    | 6      | 6      | 18     |